# فيرنر اندرز
فيرنر اندرز (بالألمانية: Werner Enders)‏ (و. 1924 – 2005 م) هو مغني، ومغني أوبرا من ألمانيا، وألمانيا الشرقية، توفي في برلين، عن عمر يناهز 81 عاماً.

## جوائز
حصل على جوائز منها:

الجائزة الوطنية لجمهورية ألمانيا الديمقراطية